# Río Mahananda
El Mahananda (bengalí: মহানন্দা  Môhanônda ) es un río que nace en la montaña de Mahaldiram en el distrito de Darjeeling en Bengala Occidental en las montañas del Himalaya y discurre por la parte norte del estado, entra en Bihar, vuelve a Bengala Occidental al distrito de Malda antes de entrar a Bangladés para unirse al Ganges cerca de Chapas Nawabganj. Lleva poca agua en la época seca pero mucha durante el monzón. Las principales poblaciones a su orilla son Siliguri y Malda en Bengala Occidental. En Bangladés el río tiene un recorrido de 36 km, y el curso total es de 412 km.
Antiguamente el Mahananda y el Kosi unían al Karatoya y marcaban un límite étnico entre los kochs en el norte y los bengalíes en el sur.